# Blakea campii
Blakea campii är en tvåhjärtbladig växtart som beskrevs av John Julius Wurdack. Blakea campii ingår i släktet Blakea och familjen Melastomataceae. Inga underarter finns listade i Catalogue of Life.